# Golden Jubilee
De Golden Jubilee is de grootste geslepen diamant ter wereld. Sinds 1908 was de Cullinan I, ook bekend onder de naam "Star of Africa", de houder van de titel "grootste geslepen diamant ter wereld". Dat veranderde nadat in 1985 een grote bruine diamant van 755 karaat (151 g) in het rijke kimberliet van de Premiermijn in Zuid-Afrika werd gevonden; deze diamant werd later geslepen en kreeg de naam Golden Jubilee, met een onovertroffen gewicht van 545,67 karaat (109,13 g).
De Premiermijn is ook de vindplaats van de Cullinan in 1905, en ook andere beroemde diamanten als de Taylor-Burton (1966) en de Centenary (1986) werden hier gevonden.
De "Unnamed Brown", zoals de Golden Jubilee eerst heette, werd door velen als een soort lelijk eendje gezien. Hij werd door De Beers aan meesterslijper Gabi Tolkowsky gegeven om speciale gereedschappen en methoden te testen die Tolkowsky voor het slijpen van de perfecte D-kleurige ("kleurloze") Centenary had ontwikkeld. Omdat deze methoden en gereedschappen nog niet getest waren, was de "Unnamed Brown" een zeer goed testobject, dat niet echt gemist zou worden in het geval er iets mis mocht gaan.
Iedereen die met de steen te maken had was echter verrast toen het resultaat een zeer fraai geelbruin juweel bleek, dat 15,37 karaat (3,07 g) zwaarder was dan de Cullinan I. Het juweel bleef grotendeels onbekend voor de buitenwereld, doordat de Centenary al geselecteerd en gepromoot was als de steen om het honderdjarig bestaan van De Beers in 1988 te vieren.
De Golden Jubilee werd in 1995 gekocht door een Thais syndicaat, dat de steen cadeau gaf aan koning Rama IX van Thailand voor zijn 50-jarig jubileum als koning van Thailand, vandaar de naam Golden Jubilee (gouden jubileum). De koning liet de diamant in zijn koninklijke scepter monteren.
Het bestaan van de diamant is weinig bekend, ook voor het Thaise volk, doordat de regering de steen omschrijft als "een grote gouden topaas".